# Bardsragujn chumb 1998
Soutěžní ročník Bardsragujn chumb 1998 byl 7. ročníkem nejvyšší arménské fotbalové ligy. Svůj první titul vybojoval tým Cement Ararat.

## Základní část
| Poř. | Tým                         | Z  | V  | R | P  | VG | OG | B  |
| ---- | --------------------------- | -- | -- | - | -- | -- | -- | -- |
| 1.   | FC Širak Gjumri             | 16 | 13 | 3 | 0  | 41 | 8  | 42 |
| 2.   | Cement Ararat               | 16 | 12 | 3 | 1  | 43 | 10 | 39 |
| 3.   | FC Jerevan                  | 16 | 8  | 3 | 5  | 25 | 16 | 27 |
| 4.   | Erebuni-Homenmen Jerevan FC | 16 | 7  | 4 | 5  | 19 | 13 | 25 |
| 5.   | FC Ararat Jerevan           | 16 | 5  | 5 | 6  | 14 | 18 | 20 |
| 6.   | FC Pjunik Jerevan           | 16 | 5  | 3 | 8  | 17 | 28 | 18 |
| 7.   | FC Dvin Artašat             | 16 | 4  | 5 | 7  | 19 | 24 | 17 |
| 8.   | Karabach Jerevan FC         | 16 | 2  | 5 | 9  | 14 | 28 | 11 |
| 9.   | Aragac FC                   | 16 | 0  | 1 | 15 | 6  | 53 | 1  |
| 10.  | FC Kotajk Abovian           | 0  | 0  | 0 | 0  | 0  | 0  | 0  |

|  | Postup do mistrovské části                                               |
|  | Skupina o udržení                                                        |
|  | Klub byl vyloučen z ligy díky nezaplacenému poplatku pro vstup do sezóny |

## Mistrovská část
| Poř. | Tým                         | Z  | V  | R | P  | VG | OG | B  |
| ---- | --------------------------- | -- | -- | - | -- | -- | -- | -- |
| 1.   | Cement Ararat               | 26 | 20 | 4 | 2  | 70 | 22 | 64 |
| 2.   | FC Širak Gjumri             | 26 | 19 | 4 | 3  | 72 | 25 | 61 |
| 3.   | FC Jerevan                  | 26 | 15 | 3 | 8  | 47 | 30 | 48 |
| 4.   | FC Ararat Jerevan           | 26 | 10 | 5 | 11 | 40 | 40 | 35 |
| 5.   | Erebuni-Homenmen Jerevan FC | 26 | 9  | 4 | 13 | 39 | 44 | 31 |
| 6.   | FC Pjunik Jerevan           | 26 | 6  | 3 | 17 | 27 | 68 | 21 |

|  | Vítěz ligy                                            |
|  | Klub byl po sezóně vyloučen kvůli finančním problémům |

## Skupina o udržení
| Poř. | Tým                 | Z  | V | R | P  | VG | OG | B  |
| ---- | ------------------- | -- | - | - | -- | -- | -- | -- |
| 7.   | FC Dvin Artašat     | 20 | 8 | 5 | 7  | 41 | 36 | 29 |
| 8.   | Karabach Jerevan FC | 20 | 4 | 5 | 11 | 24 | 37 | 17 |
| 9.   | Aragac FC           | 20 | 0 | 1 | 19 | 10 | 68 | 1  |

|  | Zápas o udržení |

### Zápas o udržení
| Datum   | Stadion | 9. místo v Bardsragujn chumb | Výsledek | 2. místo v Aradżin chumb | Poznámka                            |
| ------- | ------- | ---------------------------- | -------- | ------------------------ | ----------------------------------- |
| neznámo | neznámo | Aragac                       | 3 : 2    | Lori Vanadzor            | Aragac se udržel v nejvyšší soutěži |

## Vítěz
| Bardsragujn chumb 1998 Cement Ararat (1. titul) |